# Тревно попче
Тревното попче или змиеглаво попче (Zosterisessor ophiocephalus) е вид риба от семейство попчеви (Gobiidae).

## Разпространение и местообитание
Видът е разпространен по европейския бряг на Атлантическия океан, в Средиземноморския басейн, включително и в Черно и Азовско море. По българското черноморско крайбрежие се среща навсякъде.
Обитава крайбрежната зона на морето и езерата, като обикновено избягва напълно сладките води. Придържа се към местата с богата подводна растителност.

## Описание
Тревното попче достига на дължина до 25 cm при тегло от 150 до 200 г. Главата и тялото му са странично сплеснати.

## Размножаване
Съзрява полово на 2 години. Размножава се порционно от април до юли. Достига пределна възраст от 5-6 години.
Тревното попче е относително многочислен вид, но сега е с намаляващ брой. В миналото са улавяни средно 20 тона годишно. 

## Хранене
Храни се с дребни ракообразни и рибки.